# Йорданов, Валентин
Валентин Димитров Йорданов (болг. Валентин Димитров Йорданов); 29 января 1960, село Сандрово, Болгария — болгарский борец вольного стиля, чемпион и призёр Олимпийских игр, семикратный чемпион мира, семикратный чемпион Европы. Единственный борец мужчина — обладатель 10 наград чемпионатов мира.

## Биография
Начал заниматься борьбой в возрасте 10 лет. В 1978 году закончил спортивную школу в Русе. С 1978 по 1980 год служил в армии, тренируясь в ЦСКА. Выступал за ЦСКА до 1990 года, затем выступал за Славию.
В 1979 году выступил на Балканских играх среди взрослых, и завоевал там второе место. В 1979 году был пятым на чемпионате мира среди юниоров. В 1980 году выиграл чемпионат Балкан среди взрослых и чемпионат Европы среди юниоров. В 1981 году завоевал «бронзу» на чемпионате Европы среди взрослых, а в следующем году стал чемпионом Европы. В том же году на чемпионате мира был лишь 13-м. С 1983 года на крупных соревнованиях проигрывал мало (в Олимпийских играх 1984 года участия не принимал). В 1983 году стал чемпионом мира и Европы, в 1984 году оступился на чемпионате Европы, оставшись с «серебром». Тем не менее, в 1984 году был признан FILA лучшим в мире борцом-вольником. В 1985 году снова стал чемпионом мира и Европы и снова признаётся лучшим борцом-вольником. В 1986 году ещё раз стал чемпионом Европы, победителем на Суперчемпионате мира, а на регулярном чемпионате мира был третьим. В 1987 году снова сделал дубль в виде «золота» на чемпионатах мира и Европы. В 1988 году вновь стал чемпионом Европы и победил на Гала Гран-при FILA. Перед Олимпийскими играми рассматривался как безусловный фаворит и однозначный претендент на первое место.
На Летних Олимпийских играх 1988 года в Сеуле боролся в категории до 52 килограммов (наилегчайший вес). Участники турнира, числом в 30 человек в категории, были разделены на две группы. За победу в схватках присуждались баллы, от 4 баллов за чистую победу и 0 баллов за чистое поражение. В каждой группе определялись четыре борца с наибольшими баллами (борьба проходила по системе с выбыванием после двух поражений), они разыгрывали между собой места с первое по восьмое. Победители групп встречались в схватке за первое-второе места, занявшие второе место — за третье-четвёртое места и так далее. Валентин Йорданов начал турнир очень уверенно, но травмировался и неожиданно проиграл действующему олимпийскому чемпиону Шабану Трстене, а затем и советскому борцу Владимиру Тогузову. На схватку за седьмое место не вышел ввиду травмы, и остался лишь на восьмом месте.
| Круг               | Соперник              | Страна                                    | Результат | Основание                               | Время схватки |
| ------------------ | --------------------- | ----------------------------------------- | --------- | --------------------------------------- | ------------- |
| 1                  | Карлос Негрон         | Пуэрто-Рико                               | Победа    | Туше (4 балла)                          | 2:02          |
| 2                  | Усман Диалло          | Гвинея                                    | Победа    | 17-1 (за явным преимуществом) (4 балла) | 2:57          |
| 3                  | Кен Чертоу            | Соединённые Штаты Америки                 | Победа    | 19-6 (3,5 балла)                        |               |
| 4                  | -                     | -                                         | -         | -                                       |               |
| 5                  | Шабан Трстена         | Югославия                                 | Поражение | 5-11 (1 балл)                           |               |
| 6                  | Владимир Тогузов      | Союз Советских Социалистических Республик | Поражение | 1-14 (0,5 балла)                        |               |
| Финал (за 7 место) | Церенбаатарин Энхбаяр | Монголия                                  | Поражение | Неявка ввиду травмы                     |               |

В 1989 году опять сделал дубль в виде в виде «золота» на чемпионатах мира и Европы. В 1990 году на чемпионате мира был только вторым, и победил на турнире Гранд-мастеров олимпийской борьбы. В 1991 году снова остался лишь вторым на чемпионате мира.
На Летних Олимпийских играх 1992 года в Барселоне боролся в категории до 52 килограммов (наилегчайший вес). Участники турнира, числом в 18 человек в категории, были разделены на две группы. Регламент, в основном, остался прежним, только в финальные схватки из группы выходили по пять лучших спортсменов в группе. Вновь Валентин Йорданов уверенно продвигался по турнирной таблице, но неожиданно проиграл северокорейскому спортсмену в полуфинале. В схватке за третье место победил и стал обладателем бронзовой медали олимпиады.
| Круг               | Соперник         | Страна                                       | Результат | Основание      | Время схватки |
| ------------------ | ---------------- | -------------------------------------------- | --------- | -------------- | ------------- |
| 1                  | Владимир Тогузов | Объединённая команда                         | Победа    | 2-1 (3 балла)  |               |
| 2                  | Джо Озити        | Нигерия                                      | Победа    | Туше (4 балла) | 1:49          |
| 3                  | Маджид Торкан    | Иран                                         | Победа    | 3-2 (3 балла)  | 6:26          |
| 4                  | Ахмет Орел       | Турция                                       | Победа    | 6-4 (3 балла)  |               |
| 5                  | -                | -                                            | -         | -              |               |
| 6                  | Ли Хак Сон       | Корейская Народно-Демократическая Республика | Поражение | 4-6 (1 балл)   |               |
| Финал (за 3 место) | Ким Сун Хак      | Республика Корея                             | Победа    | 9-3            |               |

После олимпийских игр трижды подряд становился чемпионом мира: в 1993, 1994 и 1995 годах, уже не выступая на менее значимых соревнованиях.
На Летних Олимпийских играх 1996 года в Атланте боролся в категории до 52 килограммов (наилегчайший вес). После первого круга, борцы делились на две таблицы: победителей и побеждённых. Победители продолжали бороться между собой, а побеждённые участвовали в утешительных схватках. После двух поражений в предварительных и классификационных (утешительных) раундах, борец выбывал из турнира. В ходе турнира, таким образом, из таблицы побеждённых убывали дважды проигравшие, но она же и пополнялась проигрывающими из таблицы победителей. В конечном итоге, определялись восемь лучших борцов. Не проигравшие ни разу встречались в схватке за 1-2 место, выбывшие в полуфинале встречались с победителями утешительных схваток и победители этих встреч боролись за 3-4 места и так далее. В категории боролись 19 спортсменов. На этот раз, уже 36-летний спортсмен, после почти 20-летней карьеры на высшем международном уровне, сумел добиться золотой медали олимпийских игр, победив в финале в овертайме Намика Абдуллаева.
| Круг          | Соперник         | Страна      | Результат | Основание        | Время схватки |
| ------------- | ---------------- | ----------- | --------- | ---------------- | ------------- |
| 1             | Виктор Родригес  | Мексика     | Победа    | Туше (10 баллов) | 1:59          |
| 2             | Чечен-Оол Монгуш | Россия      | Победа    | 4-2 (4 балла)    | 5:00          |
| Четвертьфинал | -                | -           | -         | -                | -             |
| Полуфинал     | Маулен Мамыров   | Казахстан   | Победа    | 7-3 (7 баллов)   | 5:00          |
| Финал         | Намик Абдуллаев  | Азербайджан | Победа    | 4-3              | 6:29          |

После игр оставил карьеру в большом спорте. В 1997 году стал членом комиссии атлетов FILA. С 1998 по 2014 год был президентом федерации борьбы Болгарии. В 2014 году заявил о том, что не будет баллотироваться на пост главы федерации С 2000 года член олимпийского комитета Болгарии, по состоянию на 2013 год был вице-президентом олимпийского комитета Болгарии..
Ещё в 1990 году эмигрировал в США, но продолжал выступления за Болгарию.
Член международного Зала славы борьбы FILA (2003), признан FILA как «Борец XX века». Краткая характеристика борца, данная ещё в 1984 году советским тренерским штабом.

Волевой спортсмен, борется до конца, умеет собраться в трудную минуту. Развивает высокий темп, особенно во втором периоде поединка, имеет хорошую мышечную чувствительность. Хорошо защищается, часто атакует сам, а когда пропускает атаку, старается успеть провести контрприем из любого положения. Борется грамотно, правильно распределяет свои силы в поединке. Старается навязать свой рисунок поединка, поэтому берет инициативу в свои руки за счет частого проведения атак. Имел встречи со всеми ведущими борцами своего веса. На прошлом чемпионате мира провел всего 2 схватки и обе проиграл ведущим борцам мира. Нынче значительно прибавил в тактико-технической подготовке, повысил свою выносливость и на этом фоне умело реализует свой ранее приобретенный опыт международных встреч и тактико-технический арсенал. Любимым захватом является захват головы сверху с левой рукой или правой. С этого положения начинает свои атаки, сбивает соперника под себя и заходит ему за спину с левой стороны. Часто ныряет к левой ноге. Является хорошим исполнителем броска через спину захватом руки (правой) через плечо. При переходе соперника в партер выполняет накат в правую сторону. Хорошо проводит переворот прогибом обратным захватом дальнего бедра. В стойке имеет тяготение к броскам через спину и полупрогибом. — 
В 2000 году признан в Болгарии национальным спортсменом столетия. Почётный гражданин Софии и Варны. Кавалер ордена «Стара планина» (2012), бронзового ордена Труда (1983), серебряного Ордена НРБ (1987), ордена «13 веков Болгарии», Золотого олимпийского ордена (1996), золотой медали Болгарского олимпийского комитета, золотого знака болгарского комитета по делам молодёжи и спорта, медали «Спортивная слава» 1 класса
В феврале 2013 года отправил президенту Международного олимпийского комитета МОК Жаку Рогге свою золотую олимпийскую медаль в знак протеста против попытки исключить борьбу из программы Олимпийских игр
По завещанию американского миллиардера Джона ДюПона, известного филантропа, мецената, спонсора и учёного, члена семьи Дюпон, основавшей компанию DuPont, и одновременно убийцы борца Дейва Шульца, является вместе с родственниками наследником 80 % состояния Джона ДюПона. Данное завещание было в 2011 году оспорено родственниками миллиардера в суде, но их требования были отвергнуты во всех инстанциях.
Женат, имеет двух детей.

## Видео
- Олимпийские игры 1992, вольная борьба, 52 кг, 3-4 место: Валентин Йорданов (Болгария) — Ким Сун Хак (Корея)
- Олимпийские игры 1996, вольная борьба, 52 кг, финал: Намик Абдуллаев (Азербайджан) — Валентин Йорданов (Болгария)